# Stefan Behrens
Stefan Behrens (Dresda, 2 giugno 1942) è un attore e doppiatore tedesco.
Attore attivo prevalentemente in campo televisivo e teatrale, tra grande e - soprattutto - piccolo schermo ha partecipato ad oltre una sessantina di differenti produzioni, a partire dalla metà degli anni sessanta. Tra i suoi ruoli principali, figura, tra l'altro, quello di Benedict "Ben" von Weber nella serie televisiva Der Hausgeist (1991-1993) ; è inoltre un volto noto al pubblico per essere apparso come guest-star in vari episodi delle serie televisive L'ispettore Derrick e Il commissario Köster/Il commissario Kress (Der Alte).
Come doppiatore, ha prestato la propria voce ad attori quali Bruce Glover, Bruno Kirby, Dudley Moore, Michael Nesmith, Austin Pendleton, ecc.
È il nipote dell'attore e regista Viktor de Kowa   ed è stato il compagno dell'attrice Evelyn Hamann (1942-2007) .

## Filmografia parziale

### Cinema
- L'uomo dall'occhio di vetro (1969)
- Der Kerl liebt mich - und das soll ich glauben? (1969)
- Willi wird das Kind schon schaukeln (1971)
- Was wissen Sie von Titipu? (1971)
- Alter Kahn und junge Liebe (1973)
- Verlorenes Leben (1975)
- In der Arche ist der Wurm drin (1988)

### Televisione
- Der Forellenhof - serie TV, 1 episodio (1965)
- Liebesgeschichten - serie TV, 1 episodio (1967)
- Tee und etwas Sympathie - film TV (1968)
- Viele heißen Kain - film TV (1968)
- Schloß in den Wolken - film TV (1968)
- Alle Hunde lieben Theobald - serie TV, 1 episodio (1969)
- Des Broadways liebstes Kind - miniserie TV (1969)
- Ball im Savoy - film TV (1971)
- Die Dollarprinzessin - film TV (1971)
- Job nach Noten - serie TV (1972-1973)
- Der Kommissar - serie TV, 1 episodio (1973)
- Liebe mit 50 - film TV (1973)
- Die Fälle des Herrn Konstantin - serie TV, 2 episodi (1974)
- Der Monddiamant - miniserie TV (1975)
- Hoftheater - serie TV, 3 episodi (1975)
- Beschlossen und verkündet - serie TV, 1 episodio (1975)
- Frau Luna - film TV (1975)
- Wege ins Leben - serie TV, 2 episodi (1976)
- Die Buschspringer - serie TV (1976)
- Dalli Dalli - serie TV, 1 episodio (1976)
- L'ispettore Derrick - serie TV - ep. 03x13, regia di Zbyněl Brynych (1976)
- L'ispettore Derrick - serie TV - ep. 05x02, regia di Alfred Vohrer (1978)
- Die Traumfrau - film TV (1978)
- L'ispettore Derrick - serie TV - ep. 05x10, regia di Zbyněl Brynych (1978)
- L'ispettore Derrick - serie TV - ep. 06x06, regia di Alfred Vohrer (1979)
- Timm Thaler - serie TV, 6 episodi (1979-1980)
- Il commissario Köster/Il commissario Kress (Der Alte) - serie TV, 5 episodi (1979-1988)
- Der Floh im Ohr - film TV (1980)
- Café Wernicke - serie TV, 1 episodio (1980)
- Polizeiinspektion 1 - serie TV, 1 episodio (1980)
- L'ispettore Derrick - serie TV - ep. 09x03, regia di Helmuth Ashley (1982)
- Kontakt bitte... - serie TV (1983)
- Tatort - serie TV, 1 episodio (1983)
- Krimistunde - serie TV, 1 episodio (1985)
- L'ispettore Derrick - serie TV - ep. 14x01, regia di Horst Tappert (1987)
- Weiberwirtschaft - serie TV (1987)
- L'ispettore Derrick - serie TV - ep. 15x03, regia di Wolfgang Becker (1988)
- Al di qua del paradiso - serie TV, 1 episodio (1989)
- Drei Damen vom Grill - serie TV, 8 episodi (1991)
- Der Hausgeist - serie TV, 21 episodi (1991-1993)
- Praxis Bülowbogen - serie TV, 3 episodi (1994)
- Die Geliebte (1996)
- SOKO 5113 - serie TV, 1 episodio (2003)